# Setar
Setar (perzijsko سه‌تار‎‎, iz seh, tri in tār, struna) je iranski glasbeni instrument iz družine lutenj. Igra se s kazalcem desne roke. Pred dvema stoletjema in pol so setarju dodali četrto struno. Instrument ima 25-27 premičnih prečk, izdelanih običajno iz živalskih črev ali svile. Setar izvira iz Perzije iz časa pred širitvijo islama.

## Ujgurska različica
Satar (ujgursko ساتار, kitajsko 萨塔尔) je pomemben instrument v dvanajstih ujgurskih mukamih. Instrument je godalna lutnja s 13 strunami, uglašena odvisno od mukama oziroma skladbe, ki se igra. 

## Sklic
1. ↑  The Stringed Instrument Database Arhivirano 2014-01-14 na Wayback Machine..